# Torre d'Oto
La Torre d'Oto és una torre de defensa situada sobre un petit promontori a la localitat d'Oto, al municipi de Broto (Sobrarb) província d'Osca. Domina la ribera del riu Ara cap al sud. Està declarada Bé d'Interès Cultural (BIC) del Patrimoni Cultural Aragonès.

## Història
Construïda a finals del segle xv, l'any 1512 va detenir l'atac de soldats francesos que retrocedint van saquejar la població de Torla. Des d'aleshores ha servit de protecció dels veïns, de colomer, de magatzem i actualment d'habitatge de turisme rural. A finals del segle xviii es van construir al costat de la torre una casa i una borda. El conjunt de torre, casa i borda, s'anomena 'Casa de Don Jorge'.

## Descripció
Torre de planta quadrada, amb quatre pisos comunicats per una escala de fusta, construïda en maçoneria amb carreus a les cantonades i coberta de llosa a quatre aigües. Al mur sud s'obre la porta original enlaire sobre el desnivell del ressalt rocós sobre el qual es fonamenta la torre. La porta actual, però, se situa al mur nord i va ser oberta al segle xviii quan es va construir la borda. Les plantes primera i segona mostren distribució d'obertura idèntica, sent a més aquests similars en les seves característiques arquitectòniques. La planta superior presenta un sol va, adovellat i amb una lleixa a l'alçada de l'ampit, que podria haver format part d'un matacà. L'aler està sostingut per una mènsula composta per tres peces tallades.